# Сехмет
Се́хмет, Са́хмет, Со́хмет (егип. sḫmt «могучая», копт. Ⲥⲁⲭⲙⲓ, Sakhmi) — в египетской мифологии богиня войны, палящего солнца и яростной мести; богиня-покровительница Мемфиса, супруга Птаха.

## Изображение

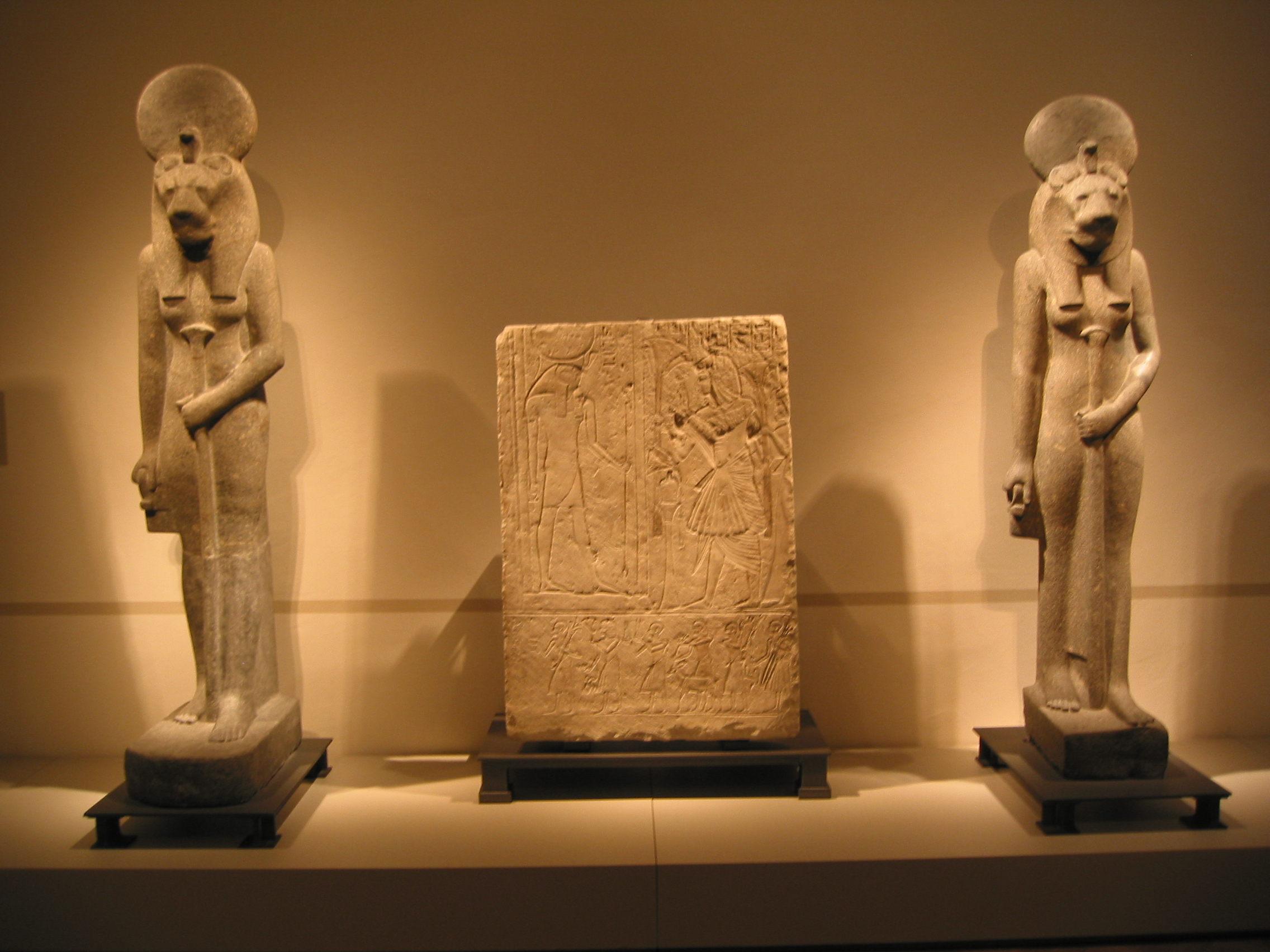
Две статуи богини (Египетский музей, Берлин)

Изображалась женщиной с головой львицы. Со времени Среднего царства над её головой появился солнечный диск с уреем и змеёй, извергающей пламя на всех, кого богиня хочет наказать. В руках обычно сжимает символ жизни анх и папирусовый скипетр (wAs). Иногда встречаются её изображения с рогами коровы или овна. Также вместо головы изображали глаз Ра, а руки поднятыми, как у Мина.
Изображение с головой льва вызывало её отождествление с Пахт, Тефнут и Баст.
Во времена Позднего периода — в виде лежащего на пьедестале Ихневмона или кобры на лестнице, напротив неё находится бабуин с диском на голове, жертвующий глаз — Уаджет (а также змеи, имеющей голову льва). В Саисский период изображена крадущейся львицей в короне Атеф, извергающая огонь.
В греко-римский период изображалась с солнечным диском на голове, выше солнечного диска два скорпиона, и в обеих руках она держит змею, во времена Позднего периода — в одной руке. Также в этот период она стоит на двуглавой змее, чьё тело держит в руках. В греко-римский период также представала в виде женщины в траурном виде.

## Мифология

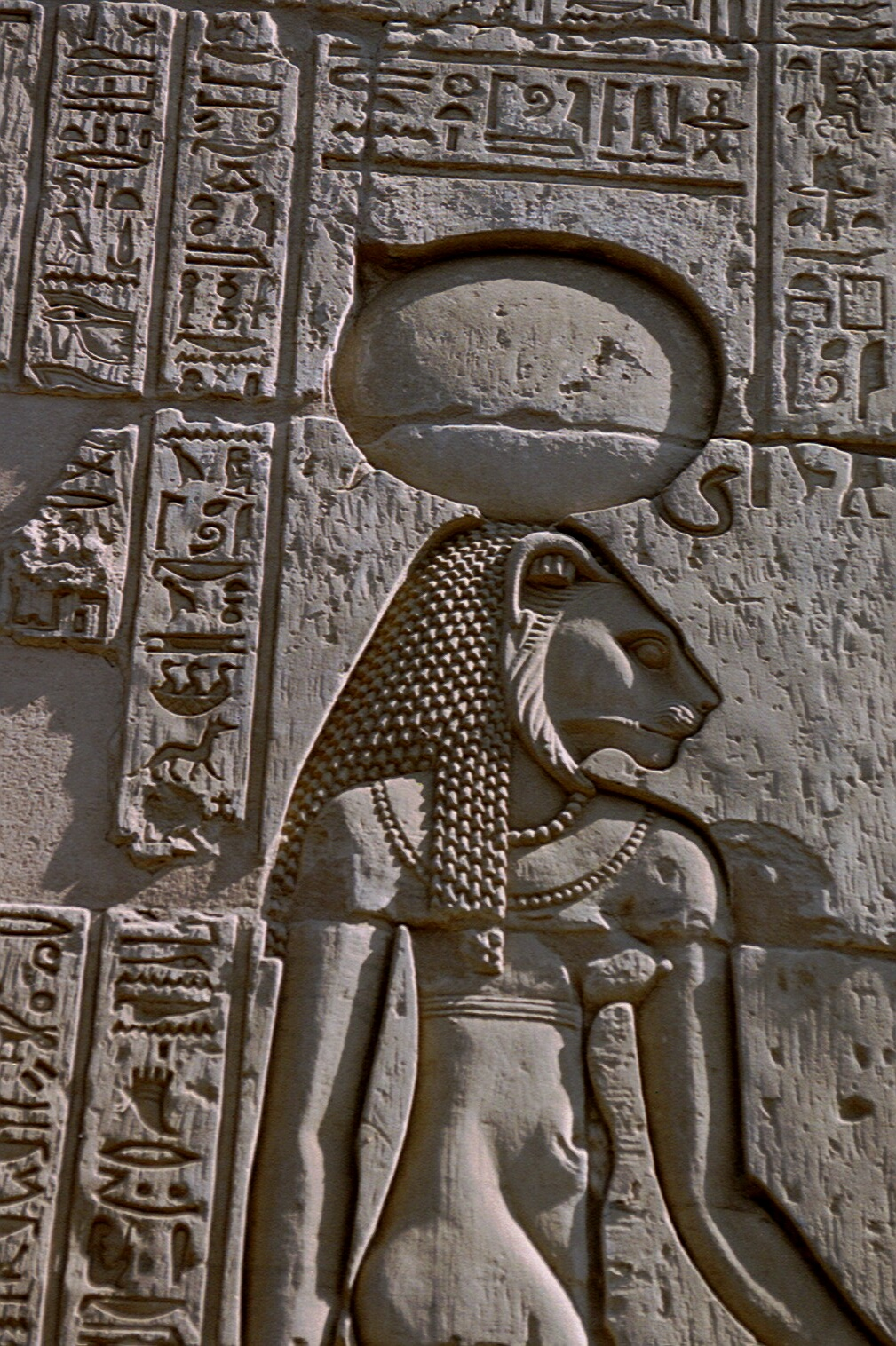
Сехмет в храме Ком-Омбо

Сехмет была дочерью солнечного бога Ра (его грозное Око), супругой Птаха (с Нового царства), матерью бога ароматов Нефертума и Маахеса (в Верхнем Египте).
Олицетворяла солнечный зной и разрушительную силу солнца. Считалось, её дыхание создало пустыню. Некоторые версии мифа о сотворении человечества называют её создательницей ливийцев и азиатов. Носила эпитет «могучая» или «могущественная», «Великая» и «Владычица пустыни».
В мифе о наказании Ра человеческого рода за грехи Сехмет (в других вариантах мифа — Хатхор, Тефнут, Баст) истребляет людей. Лишь подкрашенное охрой (или красным гематитом) пиво, похожее на кровь, смогло опьянить и усмирить кровожадную богиню. Похожая история «Календарь о счастливых и несчастливых днях» с участием Хатхор, Сехмет, Уаджит и Ра встречается на Каирском папирусе 86637 и касается затмения переменной звезды Алголь.
Сехмет уничтожает врагов Ра и Осириса, вместе с Уто и Нехбет охраняет фараона, повергает в битве к его ногам противников. В период Среднего царства фараоны в качестве защитников Египта от врагов часто сравнивались с Сехмет; поэтому богиня иногда изображалась с горящими стрелами.
Обладая магической силой, Сехмет может напустить на человека болезнь, но также почиталась как целительница, покровительница врачей, считавшихся её жрецами. В медицинских папирусах Эберса и Смита упоминаются «жрецы Сехмет и все врачи». Считалось, что её гнев приносил мор и эпидемии, и когда в Египте разразилась эпидемия чумы, фараон Аменхотеп III приказал изготовить девятьсот статуй богини, чтобы умилостивить разгневанных богов.

### Отождествления, синкретизм
Отождествлялась с богиней-львицей, матерью солнца Менкерот и богиней-львицей Менхит («воинственная») из Летополиса. Так как Амон отождествлялся в народном сознании с Птахом, то на Мут были перенесены образ и функции его жены Сехмет (много львиноголовых статуй Сехмет стояло в фиванском храме Мут).
В Эллинистической период Сехмет отождествлялась с Астартой (рельефы из Эдфу и Тода), которая также считалась исцелительницей.

## Культ
Центр культа Сехмет располагался в Мемфисе, а её почитание распространялось на весь Египет. В Мемфисе при храмах содержались львы, которых кормили отборным мясом и которым пелись священные песни. Богине поклонялись в храме Гелиополя, где жрецы держали священных львов. Также храмы воздвигались на краю пустыни, где бродили дикие львы.